# Kingsley (Iowa)
Kingsley is een plaats (city) in de Amerikaanse staat Iowa, en valt bestuurlijk gezien onder Plymouth County.

## Demografie
Bij de volkstelling in 2000 werd het aantal inwoners vastgesteld op 1245. In 2006 is het aantal inwoners door het United States Census Bureau geschat op 1265, een stijging van 20 (1,6%).

## Geografie
Volgens het United States Census Bureau beslaat de plaats een oppervlakte van 4,1 km², geheel bestaande uit land. Kingsley ligt op ongeveer 383 m boven zeeniveau.

## Plaatsen in de nabije omgeving
De onderstaande figuur toont nabijgelegen plaatsen in een straal van 24 km rond Kingsley.